# استوکبرگ
استوکبرگ (به لاتین: Stockberg) یک کوه در سوئیس است که در کانتون سنت گالن واقع شده‌است. استوکبرگ ۱٬۷۸۲ متر بالاتر از سطح دریا واقع شده‌است.